# Pleta d'Erdo
La Pleta d'Erdo és un pletiu situat dins del terme municipals de la Vall de Boí, a la comarca de l'Alta Ribagorça, i dins del Parc Nacional d'Aigüestortes i Estany de Sant Maurici.
El seu nom «pot venir del basc érdi-be, sota la meitat. A la vall del Flamicell hi ha un poblet que s'anomena Erdo de Bellera, els veïns del qual tenien pletes de pasturatge a la vall de St. Nicolau. Possiblement el nom derivi d'aquesta relació pastoral.».
És situat en la vall de Montanyó de Llacs, a llevant del Bony Negre i a ponent del Bony del Graller, entre els 2.245 i 2.260 metres d'altitud. També hi ha un Pletiu d'Erdo damunt de l'Estany Llong, pujant cap al Portarró.

## Rutes[3]
La ruta surt del Planell de Sant Esperit i voreja la riba esquerra del Barranc de Llacs. En el punt on conflueixen els barrancs del Montanyó i el de les Mussoles, cal resseguir el primer fins a trobar la pleta.